# Tătărani, Prahova
Tătărani este un sat în comuna Bărcănești din județul Prahova, Muntenia, România.
Localitatea este situată la sud de Municipiul Ploiești. Din centrul municipiului Ploiești și până la Tătărani sunt numai 4 km.

## Istoric
Prima atestare documentară provine din secolul al XVI-lea din anul 1599. Domnitorul Mihai Viteazul a împroprietărit cu pământ pe vistiernicul său, Paharnicul Bărcan, lângă actualul teritoriu al municipiului Ploiești. de asemenea boierii din neamul Mavrocordat și-au pus amprenta asupra comunității prin construcția unei biserici și a unei școli pe fosta vatră a satului.
La sfârșitul secolului al XIX-lea, Tătărani era unicul sat și reședința comunei Tătărani, cu 683 de locuitori, o școală și o biserică zidită la 1744 de jupân Gherghiceanu și jupâneasa Joița și renovată în 1830. Pe teritoriul acestei comune se afla și un eleșteu pe pârâurile Recelea și Calda, eleșteu amenajat de Cotman Vel Mihalache Cornescu, care se ocupase și de renovarea bisericii în 1830.
În 1831, Tătărani era un sat în plasa Câmpu, cu 105 gospodării.

## Geografie
Localitatea este traversată de meridianul 26, în partea de vest și de paralela 44, în partea de sud. Tătărani este așezat imediat la sud de orașul Ploiești.
Altitudinea medie a așezării este de 140 de metri, localitatea fiind amplasată într-o zonă de câmpie. Originea acestei câmpii este conul de dejecție al râului Prahova, fapt dovedit de prundișurile a căror grosime atinge uneori 80 de metri, sub solul de numai 30-50 de centimetri. Acest strat subțire este cernoziom degradat sau branciog, înlocuit spre marginile de nord, vest și sud cu soluri brun-roșcate de păduri de stejar, deosebit de fertile.
Temperatura medie anuală este de 10,5 grade Celsius, iar valorile minime și maxime înregistrate până în anul 2006 au fost de -30 grade Celsius la 25 ianuarie 1942 și respectiv de +39,4 grade Celsius la 10 august 1945. În medie pe an sunt 17 zile geroase, 26 de zile reci, 99 de zile calde, 30 de zile tropicale, restul fiind zile cu o temperatura moderată. Pe an sunt în medie 67 zile cu precipitații lichide, 26 de zile cu ninsoare, 86 zile cu cer senin, 98 zile cu cer noros și 88 zile cu cer acoperit. Vântul predominant este cel din direcția nord-est. În medie, sunt 11 zile pe an cu vânt cu viteza de peste 80 de km/h. Presiunea atmosferică este de 748,2 mmHg.
Vegetația de odinioară a localității Tătărani a fost aceea a unei păduri de câmpie, în care predomină stejarul pedunculat (Quercus robur), alături de alte varietați de stejar și gorun. Pădurea permitea dezvoltarea unui strat de arbuști, ca și a unei bogate varietăți mărunte de vegetație.
Fauna a fost inițial a unei păduri de câmpie. Pe măsura dezvoltării așezării, animalele sălbatice mari au dispărut, fiind înlocuite de cele domestice (bovine, cabaline, porcine și chiar ovine). Ca mamifere mici s-au întâlnit până la cel de-al doilea razboi mondial, parsul( Glis glis) și chițcanul (Crocidura), cârtița și în prezent guzganul sau șobolanul cenușiu (Rathus norvegicus) și șoarecele de casă (Mus musculus). Dintre păsările migratoare mai vin, însa din ce în ce mai puține, rândunica și privighetoarea cenușie. Ca păsări sedentare pot fi amintite cioara vânătă, stăncuța, coțofana, pițigoiul, vrabia, guguștiucul. Bineînțeles, există și păsări domestice.